# Alfons Sikora
Alfons Sikora (ur. 1917 we Lwowie, zm. 24 lutego 2010 w Gdańsku) – przyrodnik, leśnik, działacz na rzecz ochrony przyrody.
Pochodził ze Lwowa. Ukończył studia na Wydziale Leśnym Szkoły Głównej Gospodarstwa Wiejskiego w Warszawie, gdzie uzyskał stopień doktora nauk leśnych.
Od 1946 roku mieszkał w Gdańsku-Oliwie. W latach 1952–1982 pełnił funkcję  Wojewódzkiego Konserwatora Przyrody w Gdańsku i jednym z inicjatorów powołania Słowińskiego Parku Narodowego. Od 1952 roku zainicjował organizację gdańskiego oddziału Ligi Ochrony Przyrody i był zaangażowany w jej działanie do 1990, pełniąc funkcję m.in. Prezesa i Wiceprezesa Zarządu. W latach 60. XX w. zaangażowany  w tworzenie kolekcji oraz wystawy przyrodniczej w Muzeum w Kwidzynie.
Jako propagator idei ochrony przyrody współpracował, między innymi z „Dziennikiem Bałtyckim” i Radiem Gdańsk. Wykształcił wiele pokoleń miłośników przyrody.
Mąż Zofii Sikory oraz ojciec światowej klasy kompozytorki Elżbiety Sikory, mieszkającej od lat w Paryżu, ściśle związanej z Gdańskiem.
W 2012 roku ufundowano tablicę poświęconą  Alfonsowi Sikorze wmurowaną ze ścianę budynku Ligi Ochrony Przyrody w Gdańsku, przy ulicy Jaśkowa Dolina 59 w Gdańsku.

## Wybrane publikacje
- 1978 – Osobliwości i zabytki przyrody Województwa Gdańskiego (Krajowa Agencja Wydawnicza, Gdańsk)
- 1980 – Osobliwości i zabytki przyrody Województwa Elbląskiego (Krajowa Agencja Wydawnicza, Gdańsk)
- 1988 – Ochrona Bałtyku i jego zasobów (Ludowa Spółdzielnia Wydawnicza)
- 1996 – Gdańsk kolebką światowego ruchu ochrony przyrody. Osobliwości i zabytki przyrody Miasta Gdańska. Zabytkowy Park im. Adama Mickiewicza w Gdańsku Oliwie. Inne obiekty przyrodnicze (Wydawnictwo Pomorskie RPK PTTK)
- 1999 – Na tropach antyku w Gdańsku (POMORSAP, Gdańsk)